# Evochilda
Evochilda (5. století? Kolín nad Rýnem – 5. či 6. století? Remeš) byla franská královna či pouze milenka franského krále Chlodvíka I. (Clovis I.). O jejím životě se dochovalo jen velmi málo informací a zdrojů, které se rozcházejí. 
Měla by být narozena buď v roce 462 nebo 464 nebo 17. října 466 v Kolíně nad Rýnem, přičemž vzhledem k nejasnosti roku narození je přesné určení dne a měsíce velice nepravděpodobné. Stejné je to i s datem jejího úmrtí, kdy se informace značně rozcházejí. Buď zemřela 11. listopadu 485 nebo v roce 508 nebo v roce 510 v Remeši. I zde je přesné určení dne a měsíce úmrtí velice nepravděpodobné.     
Jejím otcem byl Odoaker I., král Itálie a matka Evochilda, původem z kmene Vizigótů. Vzhledem ke svému pohanskému původu nebyla patrně její svatba s Chlodvíkem I. v roce 484 respektována tehdejší společností a ani církví jako právoplatný manželský svazek. Proto je ve zdrojích u krále Chlodvíka jako manželka uváděna až jeho druhá manželka Chrodechilda, resp. Clotilda Burgundská. 
Evochilda porodila v roce 485 králi Choldvíkovi syna Theudericha (též Thierryho), který se později po otcově smrti v roce 511 vládl části francké říše s centrem v Metách jako král Theuderich I.